# Pointe Dibuque
La pointe Dibuque est un cap de la Guadeloupe situé en Basse-Terre entre Bouillante et Vieux-Habitants sur le site de l'anse à la Barque qu'il forme avec la pointe de l'Anse.

## Géographie
La pointe Dibuque fait face à la pointe de l'Anse pour former l'anse à la Barque qui abrite le phare de l'anse à la Barque. 

## Histoire
La pointe Dibuque a longtemps porté le nom de pointe de l'Épinard, nom sous lequel elle est connue dans l'histoire. L'Épinard aurait été le nom d'un ancien habitant. 
Les deux canons de la batterie ont été jetés à la mer en 1809 par sabordage pour qu'ils ne tombent pas aux mains de l'ennemi. 

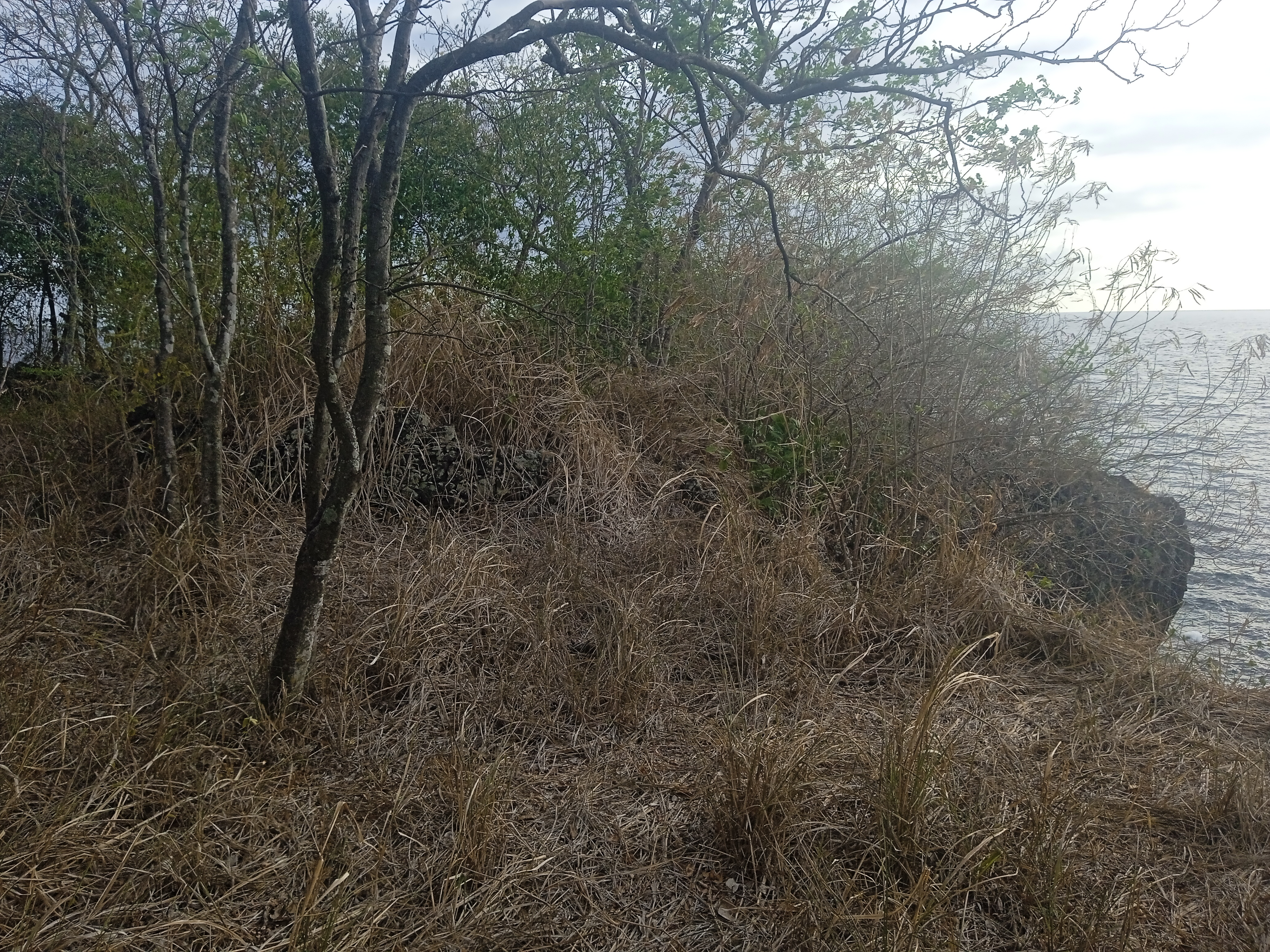
Paysage de la pointe Dibuque.
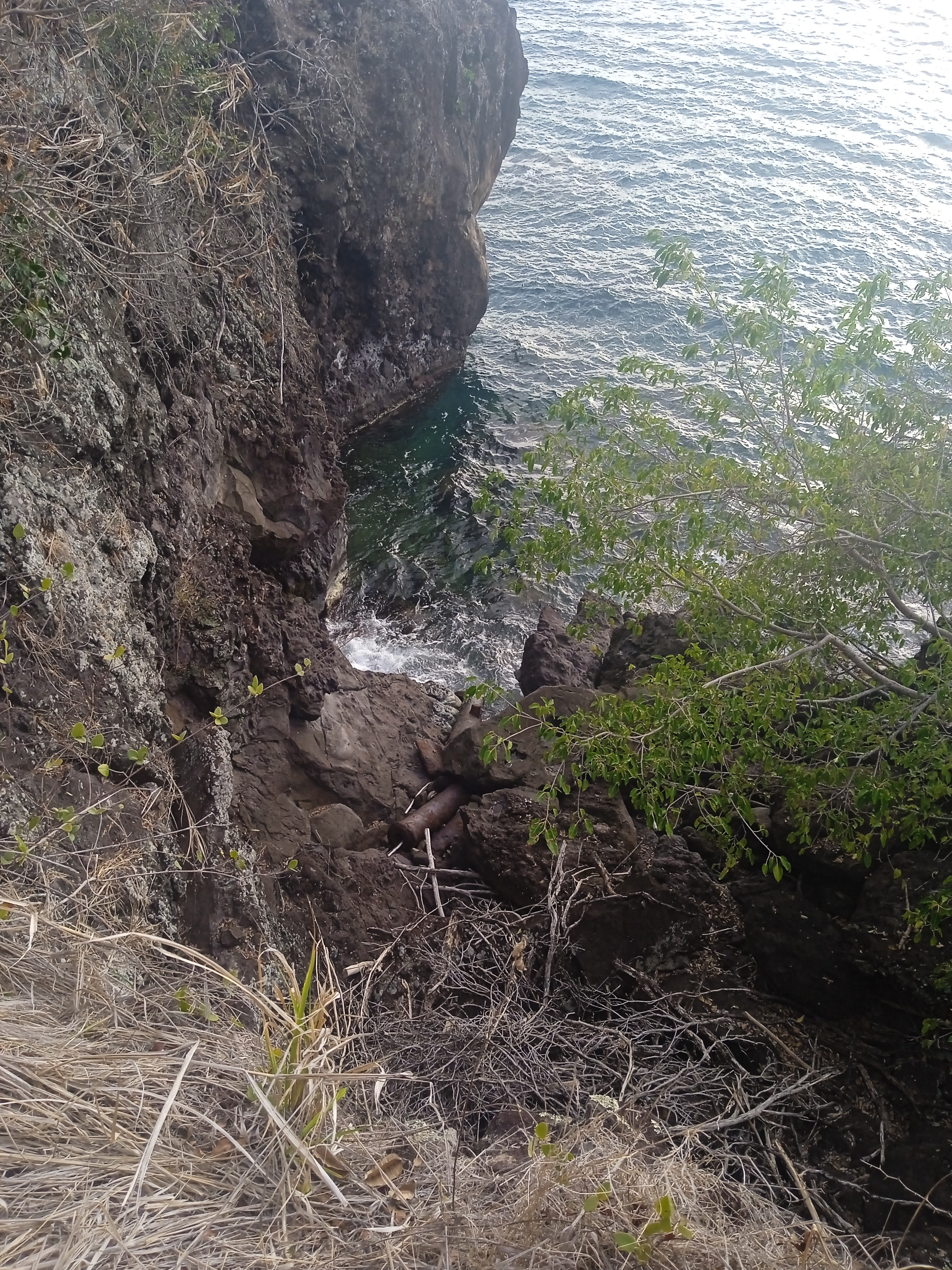
Vestiges des canons jetés à la mer de l'ancienne batterie de l'Épinard.
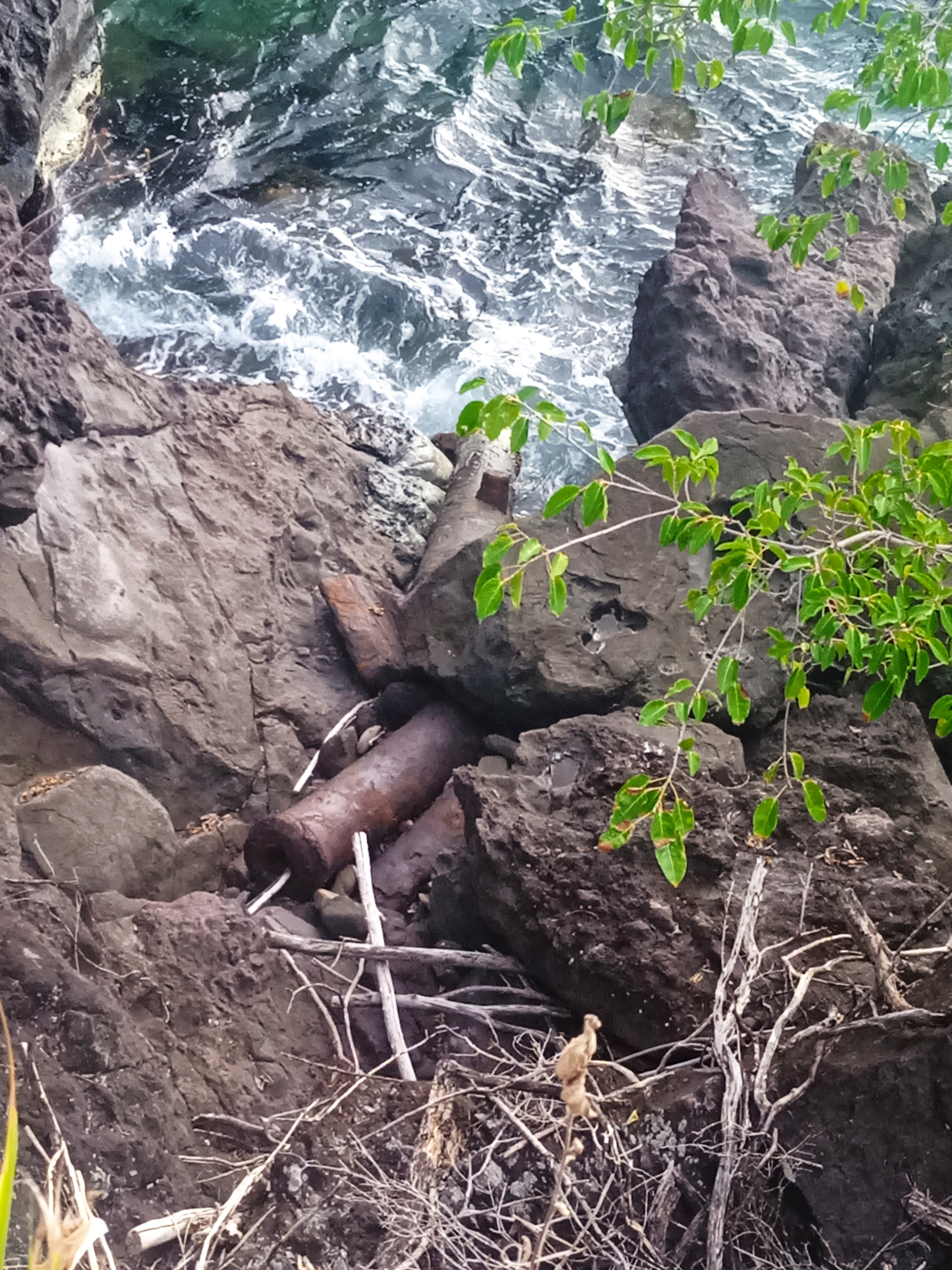
Canons de la pointe de l'Épinard.
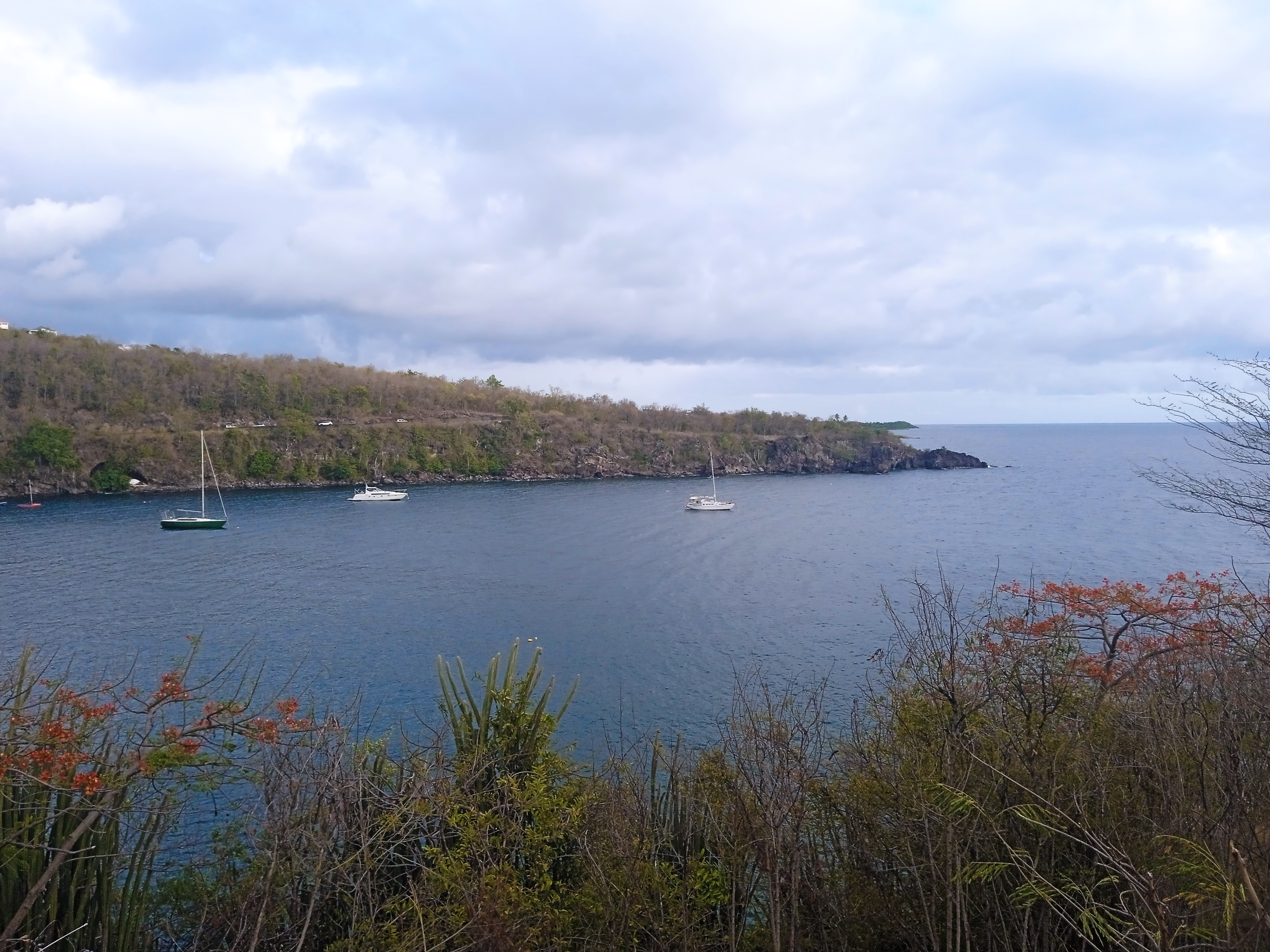
Anse à la Barque et pointe Dibuque vues de la pointe de l'Anse.